# زتشوي أونغ تشون
زتشوي أونغ تشون (و. 1982  م) هو لاعب كرة قدم كوري شمالي، مركز لعبه هو مهاجم.

## روابط خارجية
- زتشوي أونغ تشون على موقع الاتحاد الدولي (مؤرشف)  (الإنجليزية)
- زتشوي أونغ تشون على موقع قاعدة بيانات كرة القدم.إي يو (الإنجليزية)
- زتشوي أونغ تشون على موقع ناشيونال فوتبول تيمز (الإنجليزية)
- زتشوي أونغ تشون على موقع Soccerway.com (الإنجليزية)